# Sufflamen chrysopterum
 Sufflamen chrysopterum és un peix teleosti de la família dels balístids i de l'ordre dels tetraodontiformes que es troba des de les costes de l'Àfrica oriental fins a Samoa i sud del Japó.
Pot arribar als 30 cm de llargària total.